# 瓦努阿图政治
瓦努阿图是一个共和国。

## 国家元首
瓦努阿图国家元首是总统，任期为5年。总统由议院选出，候选人必须取得三分之二的票数才可当选。现任国家元首为总统凯莱凯莱·卡尔科特·马塔斯。

## 立法
瓦努阿图实行议会民主制，瓦努阿图议会是属于一院制，由52人组成，议员由人民选出，任期为4年。

## 行政
瓦努阿图的政府首脑为总理。

## 司法
瓦努阿图设有上诉法院、最高法院以及地方法院。

## 政党
瓦努阿图实行多党制。瓦努阿图的主要政党有温和党联盟、民族联合党、人民行动党、瓦努阿图共和党、瓦努阿库党、美拉尼西亚进步党、綠黨 (萬那杜)等。